# Guanambi
Guanambi é um município brasileiro do estado da Bahia, distante 674 km a sudoeste de Salvador, interligado à capital pela BR-030, BR-242 e BR-324, a 45 km de Caetité e a 43 km de Palmas de Monte Alto pela BR-030, a 33 km de Pindaí pela BR-122 e a 29 km de Candiba pela BA-262. É município polo da Microrregião de Guanambi, estabelecendo influência comercial e de infraestrutura para uma área de aproximadamente 400 mil habitantes. Abriga, ao lado de Caetité e Igaporã, o maior complexo eólico da América Latina.
Em 2015, foi considerado o município que mais se desenvolveu na Bahia, segundo o IFDM. Atualmente a cidade possui 93.065 habitantes, segundo a estimativa do IBGE em 2024, sendo a 19° cidade mais populosa do Estado da Bahia.

## Topônimo
A denominação de "Guanambi" deriva do nome Beija-Flor dado ao antigo arraial, pois, em tupi, as palavras guainumbi, guanumbi, guanambi, significariam "beija-flor". O terreno de vazante, sempre úmido, contíguo ao local do arraial, permitia a existência de flores silvestres e, em consequência, a presença de colibris, daí a escolha do nome da localidade.
Outra versão muitas vezes repetida é que a antiga moradora Bela tinha uma filha chamada Flor, sendo comum que durante as cerimônias de Santo Antônio as festividades se iniciassem apenas depois que todos beijassem a imagem do santo, a começar pela filha da dona da casa, a bela Flor. Querendo que a festa se iniciasse logo, todos os presentes pediam: “Beija, Flor! Beija, Flor!” Assim, a população teria passado a chamar o referido lugar de Beija-flor.

## História

### Origens

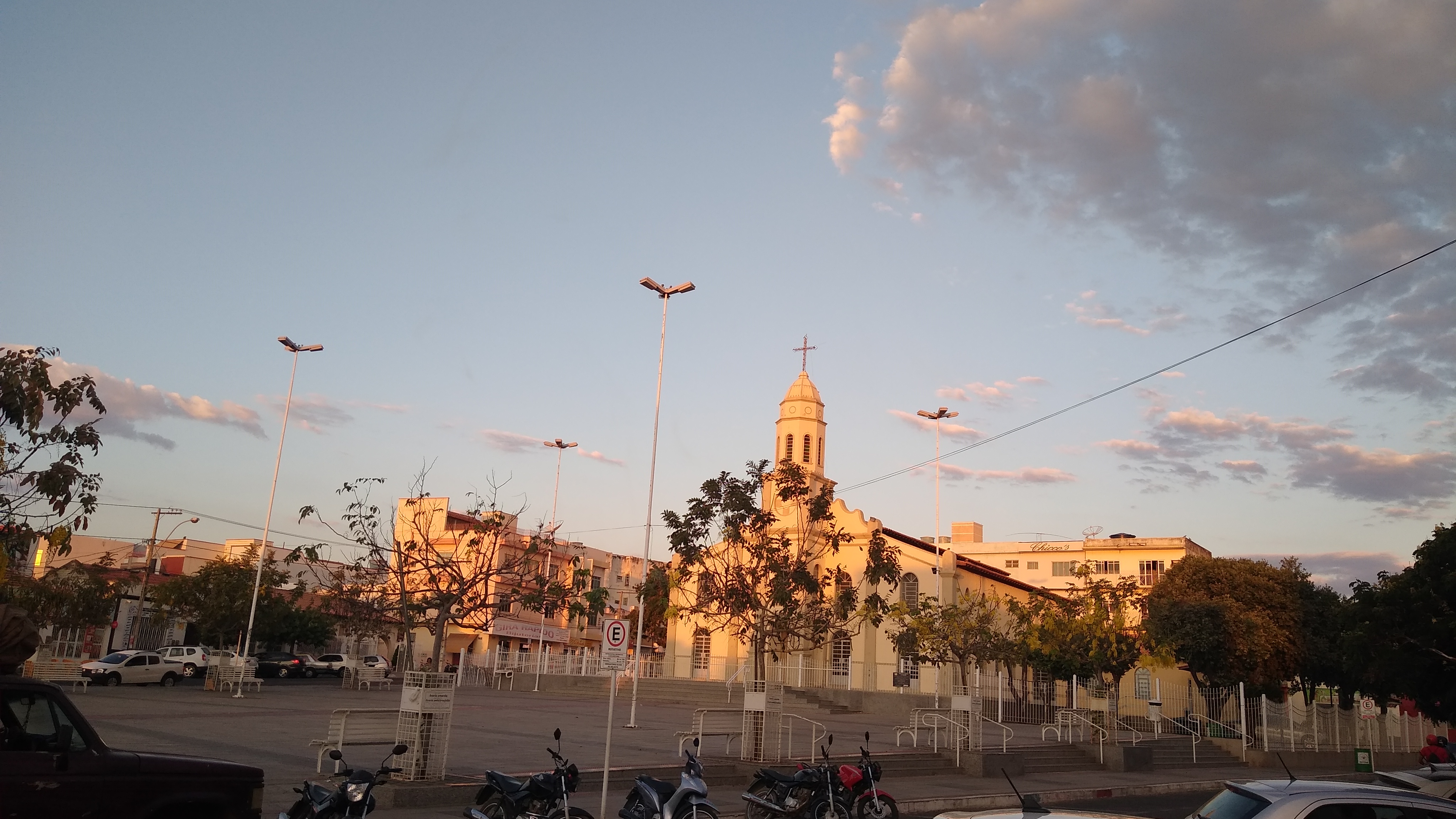
Igreja matriz de Guanambi.

A região de Guanambi originalmente era habitada por indígenas jês, apelidados de "tapuias", e foi ocupada durante o século XVIII, devido à expansão da criação de gado vinda do Vale do São Francisco, a descoberta de jazidas de ouro nas nascentes dos rios Paramirim, de Contas e Brumado e a descoberta de salitre na região de Palmas de Monte Alto. Os colonizadores desta região criam suas fazendas ali, sendo as mais importantes a Mata Verde, Pé da Serra, Carnaíbas de Fora, Carnaíbas de Dentro, Barro Vermelho, Umburanas e Santa Rosa da Pedra.
No século XIX, a região de Guanambi era um ponto de encontro entre tropeiros e comerciantes que se dirigiam a diversos pontos do sertão, tendo como ponto de encontro uma feira, ao redor da qual surge uma povoação, situada na Fazenda Carnaíbas de Dentro. Segundo uma lenda local, em um terreno dentro desta fazenda, vivia Belarmina ("Bela") e sua filha Florinda ("Flor"), devotas de Santo Antônio, no qual elas faziam festas que atraíam a vizinhança. Em razão disto, segundo esta lenda, o povoado começou a ser  conhecido como "Beija-Flor".
Afirma-se que, em 8 de maio de 1870, o fazendeiro Joaquim Dias Guimarães doou um terreno da Fazenda Carnaíbas de Dentro para a edificação de uma capela em louvor a Santo Antônio no promissor Arraial de Beija-Flor, mas não há comprovação dessa doação. Joaquim Dias Guimarães, filho de Lourenço Dias Guimarães e Joaquina Maria de Jesus, era um dos muitos proprietários da região. O arraial foi constituído inicialmente das famílias de João Pereira de Costa, Gasparino Pereira da Costa, Joaquim e Alexandre Dias Guimarães, Inocêncio Antônio de Oliveira, Donato Pereira do Nascimento, Manoel Pereira do Nascimento, João Ferreira Costa, Manoel Antônio Cotrim, Othon Teixeira de Azevedo e muitos outros, que intensificaram o comércio e a agricultura e a pecuária na região.

### Emancipação política

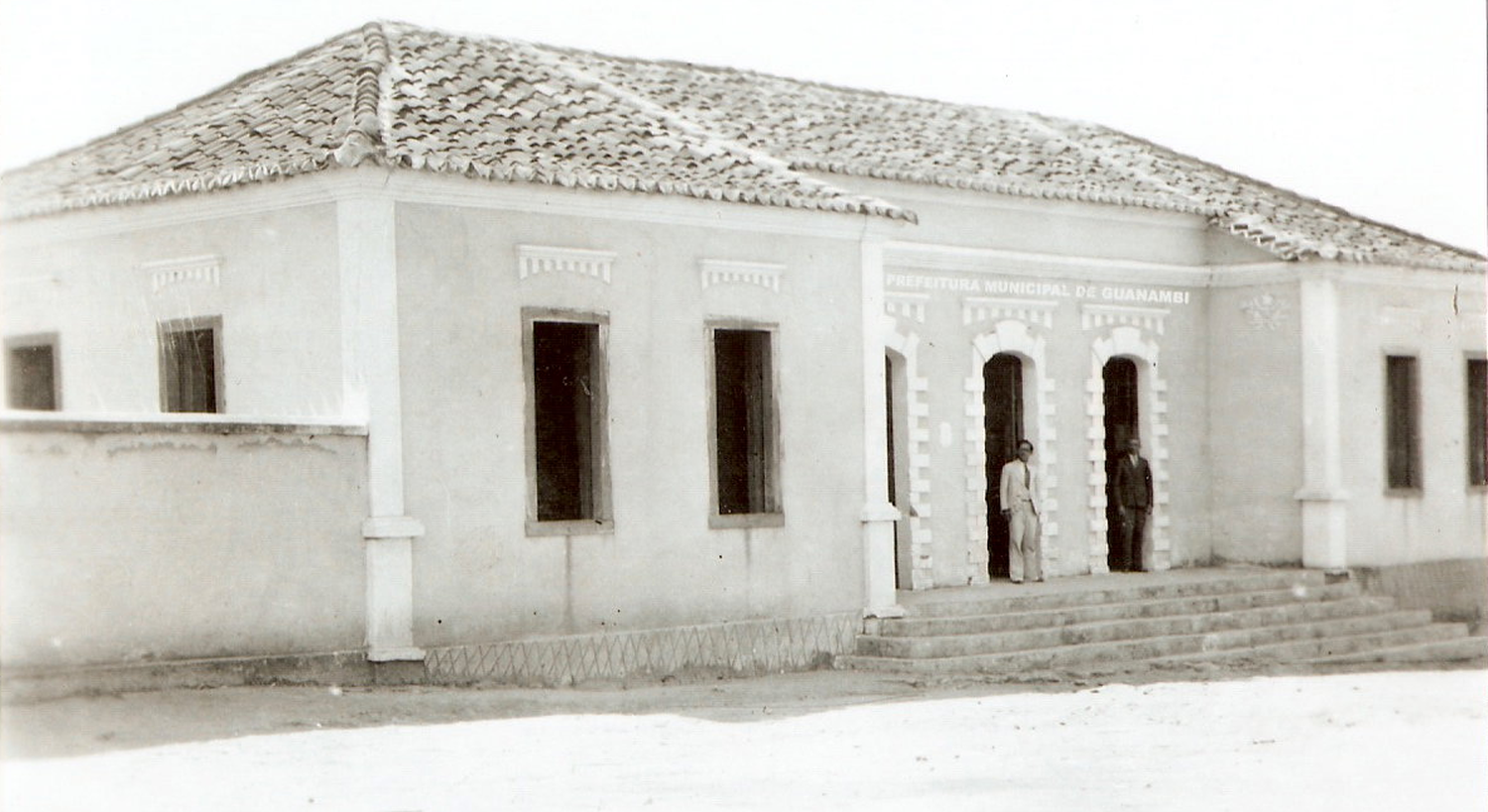
Primeira prefeitura, inaugurada em 1925 por Mário Teixeira

Pela lei provincial nº. 1979 de 23 de junho de 1880, foi criado o “Distrito de Paz no Distrito da Subdelegacia de Beija-Flor do termo de Monte Alto". Mais tarde, em 1895, seria adotada a designação de Distrito de Bela-Flor.
Em 14 de agosto de 1919, através da Lei Estadual nº 1.364, o distrito de Bela Flor foi elevado à categoria de município, com a denominação de Guanambi, desmembrado de Palmas de Monte Alto, porém a real instalação do novo município só se deu em 1 de janeiro de 1920, quando Balbino Gabriel de Araújo Cajaíba tomou posse como o primeiro intendente (hoje prefeito).

### Desenvolvimento urbano, econômico e populacional e dualidade política
Nas décadas de 1920 e 1930, por influência da política de Caetité, as facções políticas então existentes,  passaram a ter nova denominação: "Caititus", a facção liderada pelo engenheiro agrônomo Mário Teixeira e depois pelo farmacêutico Dr. Fernandes, e a dos "Morcegos", que tinha como líderes o Coronel Balbino Cajaíba e seu sobrinho, o Capitão João Exalto de Araújo, que foram os dois primeiros intendentes do município. Essa disputa prolongou-se por vários anos, através dos representantes destes políticos influentes no meio social daquele período. Devido a muitas brigas à mão armada, a população viveu anos de pavor e insegurança provocados pelo embate político que ficou registrado na história.
Na política do município, sempre houve um nome popular para destacar situação e oposição. A partir de 1976 surgia um movimento político muito acirrado, conhecido como "Jacus" e "Carcarás". Os "Jacus" foram liderados, a princípio, por José Humberto Nunes. Essa tendência ainda é presente no município através de alguns representantes políticos. Os "Carcarás" foram chefiados por Binha Teixeira e Nilo Coelho e tiveram maior influência a partir de 1982, época em que Nilo disputava as eleições para prefeito do Município.
Nas duas últimas décadas do século XX, Guanambi apresentou um aumento acentuado na população. No censo populacional de 1970, a cidade contava com uma população de 31 174 habitantes, número que cresceu para 45 420 em 1980, elevando a taxa de urbanização da cidade de 35,9% em 1970 para 54,8% em 1980. Nos últimos trinta anos, a população da cidade quase dobrou, à mesma proporção em que a economia se desenvolveu, tendo o município, em 2010, alcançado a marca de 79,36% de taxa de urbanização, segundo o IBGE. A base da economia da cidade, a princípio, foi do cultivo e beneficiamento do algodão, este produzido na região do Vale do Iuiú, o que fez com que a elite fundiária dessa cultura se estabelecesse em Guanambi, trazendo consigo investimentos na infraestrutura do município, como rodovias, usinas de beneficiamento e o aeroporto, o que contribuiu para o aumento expressivo da população, tendo em vista que essa cidade recebia cada vez mais um contingente populacional diversificado, com pessoas em busca de trabalho na colheita de algodão, e ainda, outras pessoas interessadas em investimentos na cidade ou à trabalho nas usinas beneficiadoras que eram implantadas no local.

### História recente
Em 1992, um volume de chuvas muito além da média histórica causou alagamento de grande parte da cidade e a manteve ilhada por mais de uma semana. Pontes, trechos de estradas edificações e obras de infraestrutura foram destruídas. Ocorreram vários deslizamentos de encostas e destruição de propriedades rurais. o exército brasileiro auxiliou a população ilhada organizando distribuição de alimentos por meio de aviões locais. A maior represa da região, a barragem de Ceraíma, atingiu sua capacidade máxima, porém, não sofreu avarias. A cidade, então, assistia ao maior desastre natural de sua história.
Em janeiro de 2017, o prefeito Jairo Magalhães decretou a entrega da chave do município a Deus em seu primeiro decreto oficial, o que causou polêmica. O Ministério Público do Estado da Bahia, por considerar que o decreto fere a Constituição Federal, que afirma que o Estado não está vinculado a nenhuma religião, recomendou a revogação do ato. Em março de 2018, a justiça declarou o decreto inconstitucional e o suspendeu. A prefeitura de Guanambi recorreu da decisão.

## Geografia
A área total do município, segundo o IBGE, é de 1 296,657 km², com densidade populacional igual a 60,80 hab/km². Situa-se a 14° 13′ 22″ de latitude sul e a 42° 46′ 51″ de longitude oeste, estando distante a 796 quilômetros da capital baiana. A altitude média da cidade é de 525 metros, tendo como o ponto mais alto no perímetro urbano o morro do Monte Pascoal, onde se situam torres de transmissão de rádio e telefonia. Seus municípios limítrofes são Caetité, a leste; Riacho de Santana, ao norte; Palmas de Monte Alto a oeste; e Urandi e Pindaí, ao sul. A população é estimada em quase noventa mil habitantes, sendo destes, 70.150 na sede e 15.087 distribuídos em três distritos interligados por rodovias.
A vegetação predominante atual, devido ao desmatamento, é do tipo rasteira, onde se destacam os terrenos de capoeira, apresentando uma grande fertilidade para o cultivo de algodão, feijão, mandioca e milho, sendo grandes problemas para o governo municipal o elevado desmatamento e erosão, que tiram a fertilidade dos solos. A vegetação original, bastante degradada, era composta por Floresta Estacional Decidual, que era uma mistura de espécies da caatinga com árvores de mata tropical, sendo nas áreas mais férteis uma mata fechada com grandes árvores, já nas áreas de maior altitude, denominadas serras, que apresentam solo mais pobre em nutrientes, havia a ocorrência de vegetação do tipo cerrado. O tipo de solo, como o podzóico vermelho-amarelo distrófico e planossolo solódico eutrófico encontrados na região, proporcionam condições regulares para o cultivo de lavouras, silviculturas e para pastagem natural.
Seu relevo caracteriza-se pela presença do Pediplano Sertanejo, das superfícies dos Gerais e do Planalto do Espinhaço. Como potencial hidrográfico há o Rio Carnaíba de Dentro e seus riachos afluentes, como o Riacho Belém, que corta o centro da cidade. As principais represas são as de Ceraíma e a barragem Poço do Magro, além das represas de Mutãs (Lagoa d'Água, Taboinha, Lagoa da Espera) e de Morrinhos. A região pertence a bacia hidrográfica do São Francisco e se encontra na área de atuação da CODEVASF (Companhia de Desenvolvimento dos Vales do São Francisco e do Parnaíba), sendo abastecida pela água do Rio São Francisco trazida pela Adutora do Algodão, implantada em 2012, com iniciativas do Governo Federal.
Seu clima é basicamente semiárido, com temperatura média anual de 23 °C. O período da chuva se dá entre os meses de outubro a março. Segundo dados da estação meteorológica automática do Instituto Nacional de Meteorologia (INMET) do município, em operação desde abril de 2008, a menor temperatura registrada em Guanambi foi de 14,7 °C em 20 de maio de 2022 e a maior atingiu 40,6 °C em 13 de novembro de 2015. O maior acumulado de precipitação em 24 horas foi de 105,4 milímetros (mm) em 30 de abril de 2015. A rajada de vento mais forte alcançou 23,5 m/s (84,6 km/h) em 20 de março de 2019 e o menor índice de umidade relativa do ar foi de 9% em várias datas.
| Dados climatológicos para Guanambi                                                               | Dados climatológicos para Guanambi | Dados climatológicos para Guanambi | Dados climatológicos para Guanambi | Dados climatológicos para Guanambi | Dados climatológicos para Guanambi | Dados climatológicos para Guanambi | Dados climatológicos para Guanambi | Dados climatológicos para Guanambi | Dados climatológicos para Guanambi | Dados climatológicos para Guanambi | Dados climatológicos para Guanambi | Dados climatológicos para Guanambi | Dados climatológicos para Guanambi |
| Mês                                                                                              | Jan                                | Fev                                | Mar                                | Abr                                | Mai                                | Jun                                | Jul                                | Ago                                | Set                                | Out                                | Nov                                | Dez                                | Ano                                |
| ------------------------------------------------------------------------------------------------ | ---------------------------------- | ---------------------------------- | ---------------------------------- | ---------------------------------- | ---------------------------------- | ---------------------------------- | ---------------------------------- | ---------------------------------- | ---------------------------------- | ---------------------------------- | ---------------------------------- | ---------------------------------- | ---------------------------------- |
| Temperatura máxima recorde (°C)                                                                  | 38,2                               | 37,7                               | 38,6                               | 36,8                               | 35,8                               | 36,7                               | 35,1                               | 37,6                               | 39,6                               | 40,2                               | 40,6                               | 39                                 | 40,6                               |
| Temperatura mínima recorde (°C)                                                                  | 18,4                               | 19,1                               | 18,4                               | 18,2                               | 14,7                               | 15,5                               | 15,4                               | 15,5                               | 15,3                               | 16,3                               | 17,7                               | 19,1                               | 14,7                               |
| Fonte: Instituto Nacional de Meteorologia (INMET) (recordes de temperatura: 23/04/2008-presente) |                                    |                                    |                                    |                                    |                                    |                                    |                                    |                                    |                                    |                                    |                                    |                                    |                                    |

### Demografia
O município de Guanambi tem registrado um aumento populacional crescente, consolidando-se como um município em expansão populacional recorrente. Atualmente, no ranking de populações, ocupa a 19ª posição no estado da Bahia, a 72ª no Nordeste e a 365ª no Brasil. Além disso, Guanambi apresenta densidade demográfica igual a 69,02 habitantes por km² e uma média de 2,89 moradores por residência.

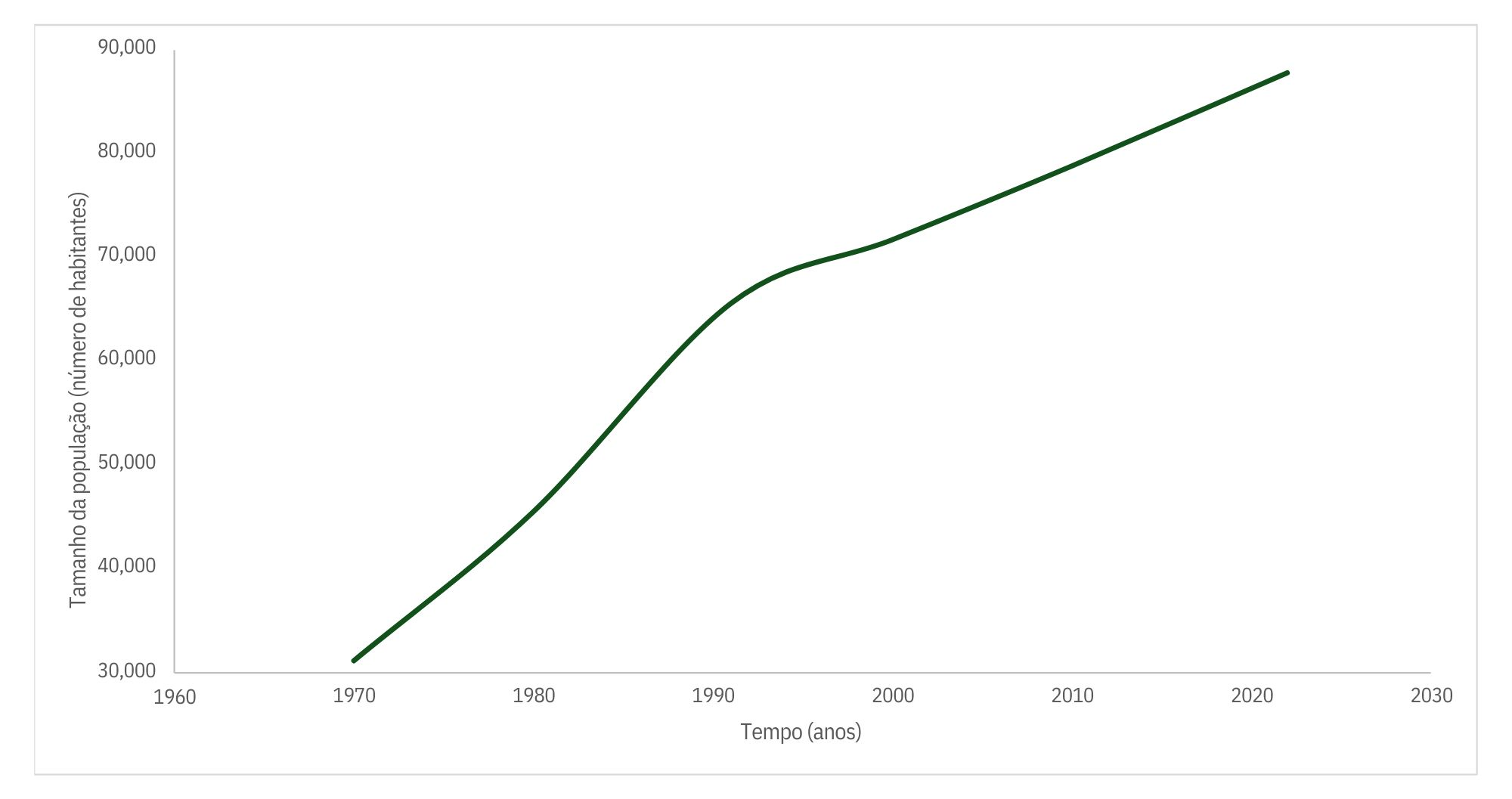
População residente do município Guanambi de acordo com os Censos do IBGE - Brasil

| Anos: | População: | Taxa de crescimento (%): |
| ----- | ---------- | ------------------------ |
| 1970  | 31.174     | 4,60                     |
| 1980  | 45.526     | 4,01                     |
| 1991  | 65.592     | 1,04                     |
| 2000  | 71.728     | 0,99                     |
| 2010  | 78.833     | 0,95                     |
| 2022  | 87.817     |                          |

## Subdivisões
Guanambi é subdividida em três Distritos (Ceraíma, Morrinhos e Mutãs) e aproximadamente 57 bairros, incluindo o Centro. São estes: Aeroporto Velho, Alto Caiçara, Amambaí, Alvorada, Araújo, Beneval Boa Sorte, Beija Flor I, II e III, Bela Vista, Belo Horizonte, BNH, Brindes, Boa Vista, Bom Jesus, Brasília, Candeal, Deus Dará, Floresta, Industrial, Ipiranga, Ipanema, Liberdade, Lagoinha, Loteamento Municipal, Loteamento Bom Jesus, Loteamento Maria Basto, Leolinda de Sá, Marabá, Monte Azul, Monte Pascoal, Morada Nova, Manuel Cotrim, Nova Olinda, Novo Horizonte, Nossa Senhora Aparecida, Paraíso, Pôr do Sol, Residencial dos Pássaros, Residencial das Árvores (Aroeira, Maçaranduba), Reis, São João, São José, Santa Luzia, Santa Catarina, Santo André, São Vicente, Santo Antônio, Sandoval Moraes I e II, São Francisco, São Sebastião, Sossego, Taboinha, Vomitamel, Vasconcelos e Vila Nova. O acesso ao distrito de Morrinhos se dá pela rodovia BR-030.

## Economia
Até a década de 1970, a cidade era sustentada pela agropecuária. Nas décadas de 1970 e 1980, o município passou por intensa modificação socioeconômica impulsionada pela indústria algodoeira. O processo culminou na transformação de Guanambi em cidade-polo regional. Em 2013, o setor de serviços constituía a maior parte (74,4%) do produto interno bruto do município, seguido pela indústria (13%).
Cidade-polo do extenso e populoso estado da Bahia, Guanambi, no despertar das últimas décadas, se tornou um médio centro comercial na região. A cidade chama um pouco de atenção também devido aos seus diversos estabelecimentos de ensino, que concentram pessoas de todo o Brasil.[carece de fontes?]
Guanambi também abriga, ao lado de Caetité e Igaporã, o Complexo Eólico do Alto Sertão, considerado o maior complexo eólico da América Latina.

## Infraestrutura

### Saúde
Guanambi é referência em saúde para os municípios de sua microrregião. Em 2009, o município contava com 49 estabelecimentos de saúde, incluindo PSFs, hospitais e clínicas públicas e privadas, sendo destes, 20 postos de saúde municipais distribuídos nos bairros e um Posto Central. O principal e maior hospital da cidade é o Hospital Regional, referência para pelo menos 18 municípios vizinhos, sendo administrado pelo Governo Estadual e integrante da rede do Sistema Único de Saúde. Além deste, outros estabelecimentos de apoio importantes de Guanambi são o Hospital do Rim, a Policlínica e o Hospital Nova Aliança, que oferecem atendimento de média e alta complexidade para pacientes de toda a região, desde que pactuados com a Prefeitura e o Ministério da Saúde.[carece de fontes?]

### Educação
A primeira escola primária de Guanambi começou a funcionar por volta de 1928 e sua primeira escola estadual, o Getúlio Vargas, foi inaugurada em 10 de novembro de 1938 pelo intendente José Ferreira Costa. De propriedade da professora e escritora Enedina Costa de Marcêdo, em 1957 foi inaugurada a Escola Normal São Lucas. Em 1954, foi fundado o "Ginásio Escola Normal de Guanambi", mantido pela associação dos amigos da cidade.[carece de fontes?]
Em 1970, os estabelecimentos particulares foram doados ao governo estadual, numa junção dos esforços da sociedade de Guanambi, representados pelos deputados Manoel Novaes (federal) e Vilobaldo Neves Freitas (estadual), criou-se o Colégio Estadual Governador Luís Viana Filho sendo na ocasião o prefeito de Guanambi, Jonas Rodrigues da Silva e o governador Luís Viana Filho que também naquela época tiveram a oportunidade de inaugurar a represa de Ceraíma junto ao Ministro de Minas e Energia da época, Mário Andreazza. Por muitos anos, tal colégio se manteve como exemplo educacional na região. No ano de 1998, foi inaugurado o Colégio Modelo Luís Eduardo Magalhães pelo governador Paulo Souto e a prefeita Sizalta Donato, fazendo parte de uma rede estadual de colégios com o mesmo padrão físico e educacional, existente até os dias atuais.[carece de fontes?]
Em 2015, foi inaugurada a Biblioteca Pública Messias Pereira Donato na sede da Justiça do Trabalho em Guanambi, com mais de 3500 títulos de direito e literatura, doada por Messias Pereira Donato, primeiro advogado nascido em Guanambi, que migrou para Belo Horizonte e ali se tornou juiz do trabalho e diretor da Faculdade de Direito da Universidade Federal de Minas Gerais.

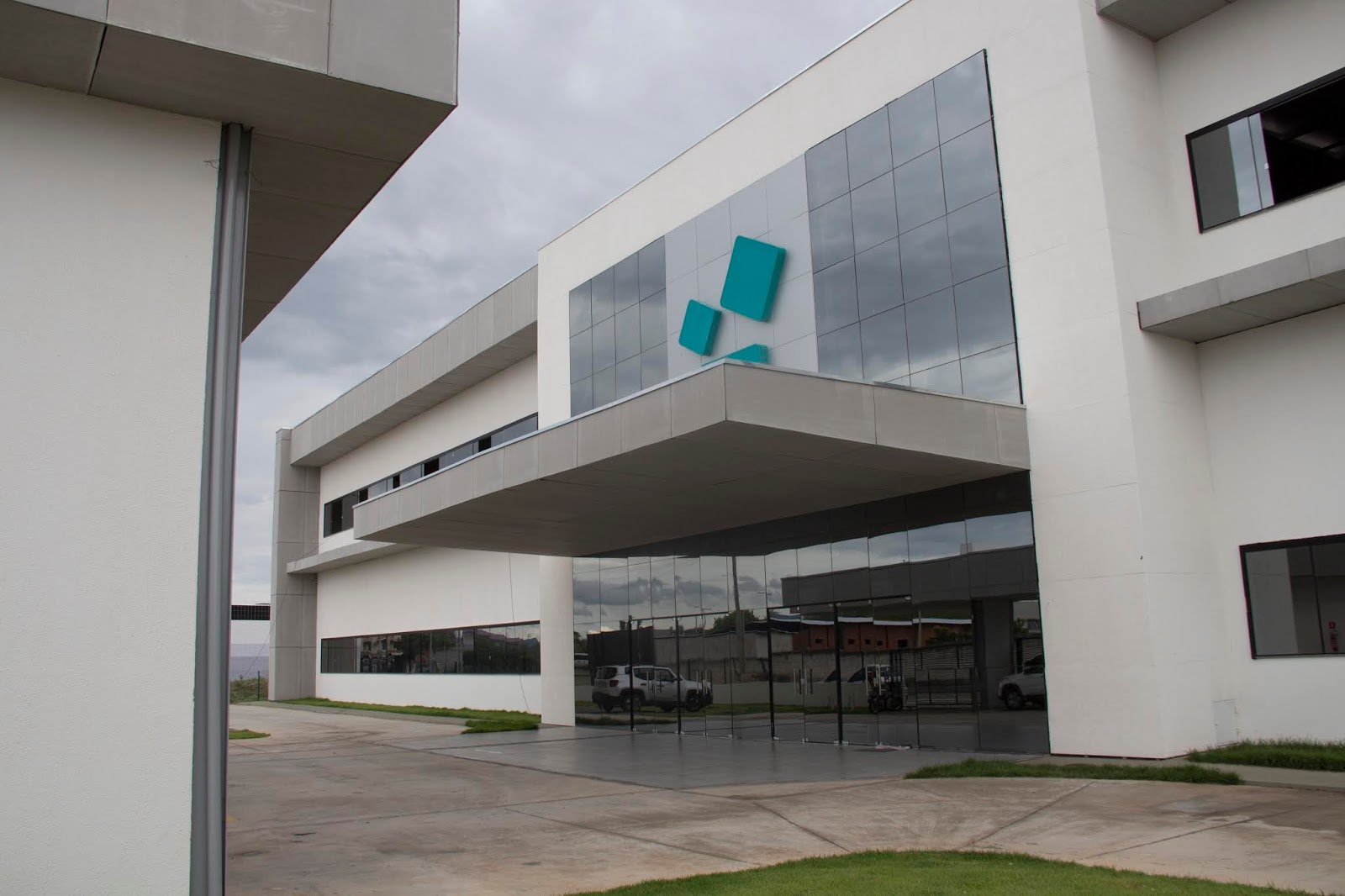
Campus das FIPGuanambi

O município dispõe de várias unidades de ensino superior sendo elas públicas e privadas, dentre elas se destacam a Universidade do Estado da Bahia - UNEB, o Instituto Federal Baiano - IFBAIANO, as Faculdades Integradas Padrão - FIPGuanambi, o Centro Universitario FG - UniFG e a Unopar.

### Habitação e comunicações
O serviço de abastecimento de água é realizado pela Embasa - Empresa Baiana de Águas e Saneamento, com água proveniente do Rio São Francisco e transportada pelo sertão baiano através da recém-inaugurada Adutora do Algodão, atendendo 100% do município e algumas regiões da zona rural. Em outras regiões, em parceria com o Governo Federal, foram construídos poços para captar e armazenar água da chuva e suprir a necessidade da população. O serviço de eletricidade é oferecido pela Companhia de Eletricidade do Estado da Bahia (Coelba), que mantém uma subestação no bairro Novo Horizonte.
Há a disponibilidade de internet banda larga (ADSL) e Fibra Óptica, oferecida por vários provedores. O serviço de telefonia fixa é de responsabilidade da Oi, e o de telefonia móvel é realizado pelas três principais operadoras do país: TIM, Claro e Vivo. O código de área (DDD) de Guanambi é o 77, e o código postal da cidade é o 46430-000.
O município conta com pelo menos três jornais impressos em circulação, o A Tarde (de Salvador), o Tribuna Popular, e o Tribuna do Sertão. Além de vários jornais locais, a cidade também é sede do maior jornal de classificados da região que é O Popular Classificados. As principais emissoras de rádio são a 96 FM, a Rádio Alvorada, Rádio Cultura AM, 104 FM e a 106 FM.[carece de fontes?]

### Transportes

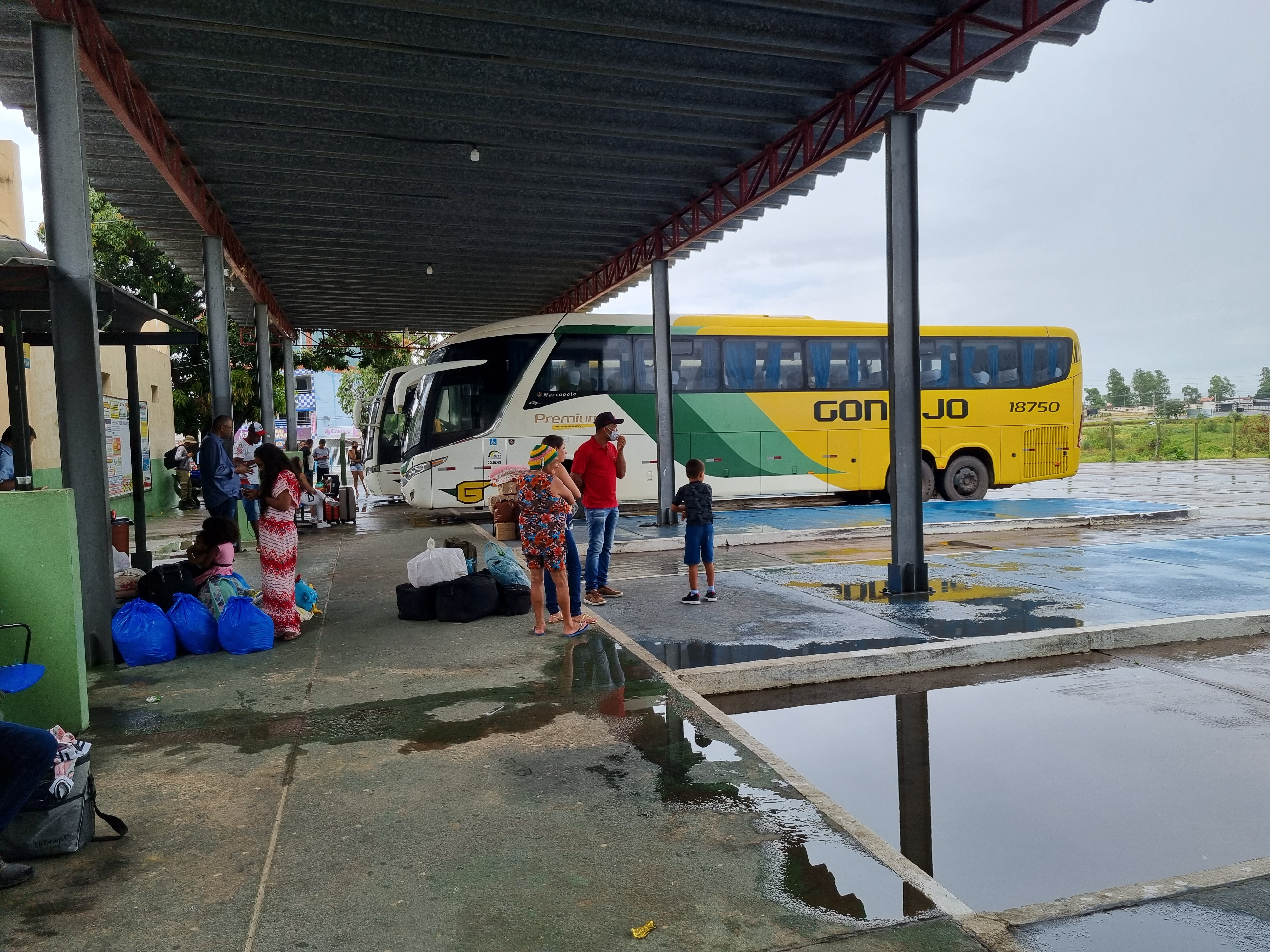
Terminal Rodoviário de Guanambi, em 2023.

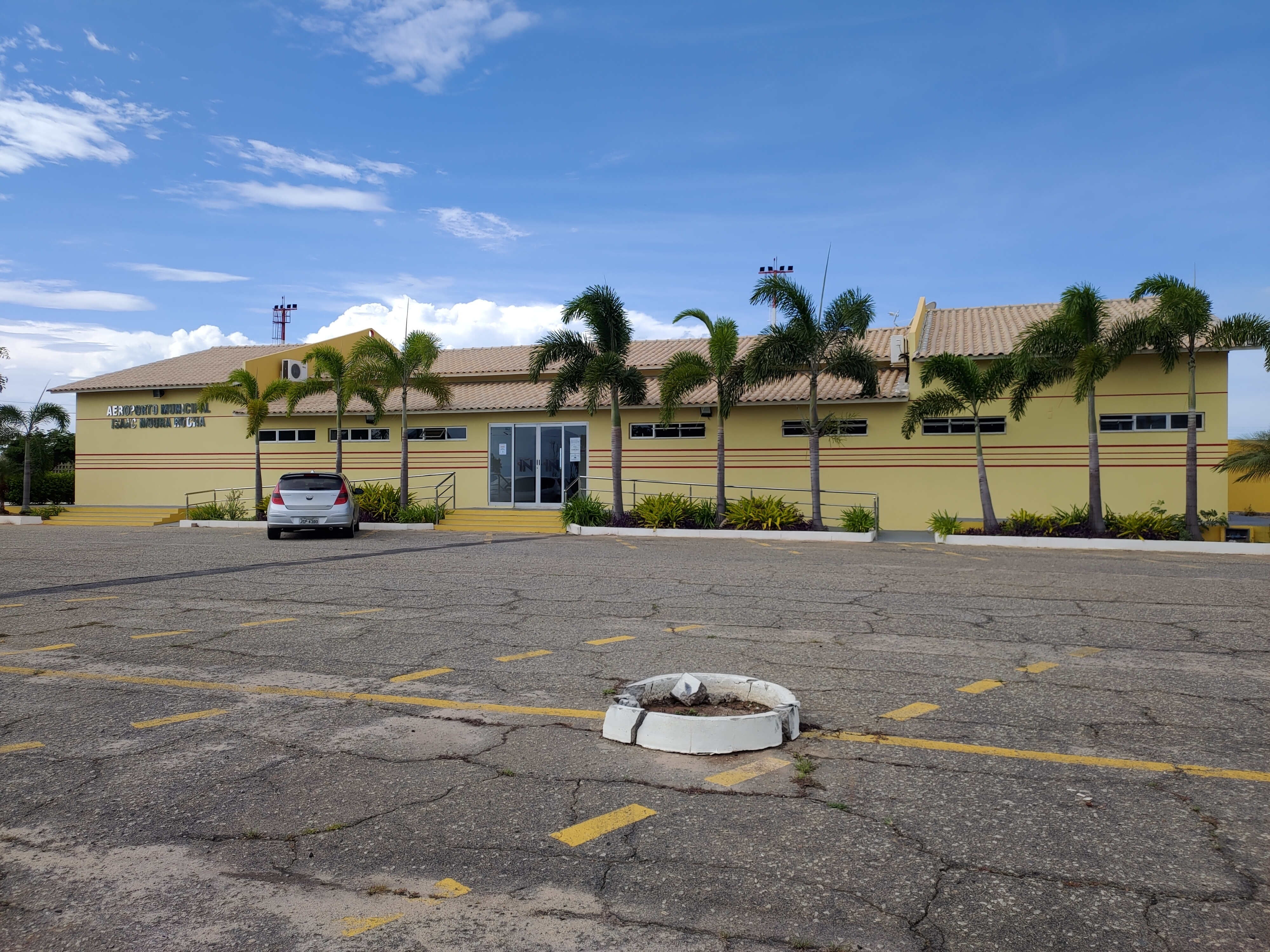
Terminal do Aeroporto de Guanambi.

Segundo o IBGE, a frota de veículos em Guanambi é de aproximadamente 39.084 em Julho de 2014, entre automóveis, motocicletas, ônibus e caminhões.
A cidade é servida principalmente pelas rodovias BR-030 e BR-122 e possui pelo menos seis vias com capacidade para alta densidade de tráfego, as avenidas Governador Nilo Coelho, Governador Waldir Pires, Prefeito José Neves Teixeira, Senador Nilo Coelho, Sandoval Moraes e Santos Dumont. O município também é cortado pela BA-938 e BA-573.
O transporte coletivo de passageiros em Guanambi, embora pouco utilizado, é operado, há mais de 20 anos, pela Guanambi Turismo Viação. A empresa foi fundada nos anos 90 e posteriormente passou a pertencer a um grupo de Belo Horizonte. Atualmente, sua frota é composta principalmente por micro-ônibus e a garagem localiza-se no bairro Santo Antônio. Suas principais linhas são: São Sebastião - Alto Caiçara, Beija-Flor - Centro e Alvorada - Brasília.
Guanambi conta com 230 mototaxistas, todos certificados e fiscalizados pela prefeitura e regulamentados pela Associação dos Mototaxistas de Guanambi. Com exceção do uso de automóveis, este meio de transporte é o mais utilizados pela população para o deslocamento dentro do perímetro urbano.
A cidade conta com um aeroporto municipal, com capacidade para aeronaves de pequeno e médio porte, situado no bairro Belo Horizonte e com principal acesso pela rodovia BR-030. Além disso, o município ainda possui um terminal rodoviário com seis plataformas, sendo o principal ponto de apoio das linhas de ônibus intermunicipais e interestaduais que passam pela região, além de ser o maior terminal da microrregião, operado pela Empril Empreendimentos.